# Carl Efvergren
Carl Johan Efvergren, född den 20 maj 1881 i Frillestads församling, Malmöhus län, död den 11 februari 1941, var en svensk biblioteksman. Han var far till Dag Efvergren.
Efvergren blev filosofie licentiat 1908 och filosofie doktor 1909. Han anställdes som extra ordinarie tjänsteman vid Kungliga biblioteket 1909, tillförordnad andre bibliotekarie 1914, ordinarie 1916, föreståndare för bibliotekets svenska tryckavdelning 1929 och förste bibliotekarie 1930. Efvergren idkade ett omfattande bibliografiskt författarskap, utgav en rad årgångar av Årskatalog för svenska bokhandeln och två delar av Svensk bokkatalog. Han var bibliotekarie vid Tekniska skolan i Stockholm från 1930, styrelseledamot respektive vice ordförande i Sveriges allmänna biblioteksförening och ledamot av Stockholms stadsbiblioteks styrelse. Efvergren redigerade serien Minnen från Hälsingborg och dess skola och var vid sin död sedan flera år sysselsatt med utarbetandet av Helsingborgs läroverks historia.